# Schikane in Quebec
Schikane in Quebec (französischer Originaltitel: La belle province), erschienen 2004, ist der 77. Band der Lucky-Luke-Serie. Es ist der erste Lucky-Luke-Band, der nach dem Tod von  Morris von dem Zeichner Achdé  und dem Texter Laurent Gerra produziert worden ist.

## Handlung
Lucky Luke reist in einen Ort namens Clearwater in Wisconsin, weil er dort einen gefährlichen Gangster namens Brad Carpett dingfest machen soll. Er will ihn während eines Rodeos aufspüren. Dabei verliebt sich Lukes Pferd Jolly Jumper in Province, das Pferd eines Quebecer Teilnehmers namens Bombardier. Nach dessen Abreise hat Jolly Jumper Liebeskummer und ist nicht mehr bei der Sache, bis Lucky Luke mit ihm nach Contrecoeur reitet, wo Province wohnt. Bereits im ersten Saloon, den Luke in Kanada betritt, wird er mit den örtlichen Gebräuchen konfrontiert: Man „schikaniert“ (verprügelt) sich hier mit Poutine – eine üble Sauerei, die Luke ziemlich erbost macht, als er selber einen Teller ins Gesicht bekommt. Dann erfährt er vom Besitzer von Province, dass ein reicher Bankier sämtliche Geschäfte von Contrecoeur kauft, nachdem diese pleitegegangen sind, weil auch noch sämtlicher Nachschub in die Stadt von Banditen abgefangen wird.
Mac Lenburger ist ein gerissener Geschäftsmann und Sammler, der in einem luxuriösen Anwesen wohnt und denkt, mit seinem Geld alles kaufen zu können. Er bietet Lucky Luke 100.000 Dollar für seinen berühmten siebenschüssigen Colt (siehe Lucky Luke gegen Phil Steel). Luke lehnt natürlich ab und beobachtet Lenburger und seinen Diener bei ihrer nächsten „Einkaufstour“ durch die Stadt.
Als Lenburger im Saloon die nächste Schlägerei auslöst, setzen sich Luke und Bombardier erst recht ganz oben auf die Abschussliste Lenburgers, da er ihn für den Schaden in barer Münze bezahlen lässt. In der nächsten Nacht wird auch prompt Province entführt, um von Bombardier den Verkauf seines Anwesens zu erpressen. Der Versuch, Rantanplan als Suchhund einzusetzen, geht natürlich schrecklich schief und er spürt nur jede Menge wilder Tiere auf und verliebt sich schließlich in einen Biber.
Lucky Luke beobachtet, wie Mac Lenburger einen Vertrag mit Indianern eingehen will. Er will ihnen selbst gebranntes „Feuerwasser“ im Austausch für ihr Land andrehen. Die Erwähnung dieses „Feuerwasserwerks“ (Schnapsbrennerei) bringt Luke auf die Idee, mal dort vorbeizuschauen. Zwar findet er dort Province, lässt sich aber übertölpeln und wird selber gefesselt. Dabei offenbart sich, dass Lenburgers Butler die Verbrecherbande anführt, die die Gegend unsicher macht. Zudem trifft er auf Louis Adélard Sénécal, den Bauleiter der Eisenbahn von Quebec. Lenburger kauft alle Grundstücke in der Gegend, um die vorgesehenen Entschädigungen der Grundbesitzer zu kassieren.
In der Nacht fackelt Lenburgers Gang die Farm von Bombardier ab. Gegen Morgen befreit Jolly Jumper Lucky Luke von seinen Fesseln und sie starten die Verfolgung. Luke trifft Lenburger in dessen Hütte an. Jolly schlägt Lenburger mit dem geschickt als Katapult verwendeten Rantanplan nieder, während Luke den Butler alias Brad Carpett entwaffnet. Die ganze Gangsterbande wird der kanadischen Justiz übergeben.

## Besonderes
Der Band spielt geschickt mit einigen Eigenarten der kanadischen Provinz Québec. Unter anderem wird die kanadische Fast-Food-Spezialität Poutine karikiert, indem sie als Wurfgeschoss in sämtlichen Schlägereien verwendet wird. Daneben herrscht auch ein ziemliches Durcheinander mit der Sprache. In Québec spricht man Französisch, was den Figuren jeweils mit einem entsprechenden Akzent in den Mund gelegt wird (alle H sind apostrophiert). Lucky Luke spricht als amerikanischer Cowboy natürlich normalerweise englisch, kann aber auch einige Fetzen Französisch. Da die Geschichten im Original französisch sind, spricht also Luke auf Französisch in französischem Akzent – also eigentlich englisch mit französischem Akzent. In der deutschen Fassung wurde das Französische durch Deutsch ersetzt aber der Akzent beibehalten, viele Figuren sprechen jetzt also deutsch mit französischem Akzent. Auf die Spitze treibt es der Erzähler, indem Luke im letzten Bild sein „Lonesome Cowboy“ auf Französisch (bzw. Deutsch) singt.

## Ausgabe
- Schikane in Quebec. Lucky Luke. Bd. 77. Autoren Maurice de Bevere, Achdé, Laurent Gerra. Übers. Klaus Jöken. ISBN 3-7704-0288-X[1]